# ستيفان جيفانوفيتش
ستيفان جيفانوفيتش (بالصربية: Стефан Живановић) مواليد 19 فبراير 1989 في بلغراد، جمهورية يوغوسلافيا الاشتراكية الاتحادية، هو لاعب كرة سلة صربي. بدأ مسيرته الاحترافية في سنة 2007. يلعب مع كومانوفو في الدوري المقدوني لكرة السلة. حقق المركز الأول في الألعاب الجامعية الصيفية 2011.

## المسيرة الاحترافية
لعب مع نادي إف إم بي لكرة السلة من سنة 2007 إلى 2011، ثم لعب مع نادي إيجوكيا لكرة السلة في موسم 2014–2015، ثم لعب مع نادي تيميشوارا لكرة السلة في موسم 2015-2016.

## الميداليات
| الميدالية | المسابقة                        |
| --------- | ------------------------------- |
| برونزية   | الألعاب الجامعية الصيفية 2013   |
| ذهبية     | الألعاب الجامعية الصيفية 2011   |
| فضية      | ألعاب البحر الأبيض المتوسط 2013 |

## روابط خارجية
- ستيفان جيفانوفيتش على موقع الاتحاد الدولي لكرة السلة (الإنجليزية)
- ستيفان جيفانوفيتش على موقع كرة السلة الأوروبية.كوم (الإنجليزية)
- ستيفان جيفانوفيتش على موقع ريلجم (الإنجليزية)
- ستيفان جيفانوفيتش على موقع بروبوليرز (الإنجليزية)
- ستيفان جيفانوفيتش على موقع سبورتس رفرنس (الإنجليزية)